# Marymont (métro de Varsovie)
Marymont est une station de la ligne 1 du métro de Varsovie, située dans l'arrondissement de Żoliborz. Inaugurée le 29 décembre 2006, la station permet de desservir les rues Słowackiego et Popiełuszki ainsi que l'avenue de l'Armii Krajowej.

## Description
La station située sur deux étages est d'une largeur de 10 m pour 120 m de long. La station est sur deux étages, les quais se situant à l'étage inférieur. Les voies se trouvent des deux côtés, aux abords gauche et droite de celle-ci. Les couleurs principales de cette station sont le bleu et l'argent. Les finitions de l'intérieur sont faites d'aluminium, de granit, de verre et d'acier. À la surface se trouvent un escalier, des escalators ainsi que des ascenseurs pour les personnes souffrant de handicap, elle dispose également de points de vente de tickets, de toilettes et de guichets automatiques bancaires.
Cette station est la 17e de la Ligne 1 du métro de Varsovie dans le sens sud-nord, suivie alors de la station Słodowiec, et est la 5e dans le sens nord-sud, suivie de la station Plac Wilsona.

## Position sur la ligne 1 du métro de Varsovie

Position de la station Marymont (5e en partant du nord) sur la ligne 1.